# 水色の街
「水色の街」（みずいろのまち）は、日本のロックバンド・スピッツの楽曲。2002年8月7日にユニバーサルミュージックより通算27作目のシングルとして発売された。レーベルはユニバーサルJ。

## 概要
10thアルバム『三日月ロック』からの先行シングルで、同じく同作からの先行シングル『ハネモノ』と同時発売された。
「今までやったことのないことをしよう」ということでシングル2枚同時発売が決定。この曲をシングルとして選んだのはスタッフであり、メンバー自身はシングルカットするつもりはなかった。このためにアルバムに収録しないカップリング曲を2曲レコーディングすることになったが、この曲のカップリング曲「孫悟空」は完成度の高さからアルバムに収録するか否かが最後まで議論された。
川崎の街をモチーフにした楽曲で、サビの歌詞は「ラララ」のスキャットのみで構成されている。

## 収録曲
| 全作詞・作曲: 草野正宗、全編曲: スピッツ、亀田誠治。 |              |          |            |      |
| #                                                    | タイトル     | 作詞     | 作曲・編曲 | 時間 |
| 1.                                                   | 「水色の街」 | 草野正宗 | 草野正宗   | 3:29 |
| 2.                                                   | 「孫悟空」   | 草野正宗 | 草野正宗   | 3:35 |
| 合計時間:                                            | 合計時間:    | 7:04     |            |      |

## 参加ミュージシャン
水色の街
- 草野マサムネ - Vocals, Guitars
- 三輪テツヤ - Guitars
- 田村明浩 - Bass
- 﨑山龍男 - Drums, Percussion
- クジヒロコ- Organ

孫悟空
- 草野マサムネ-Vocals, Guitars
- 三輪テツヤ-Guitars
- 田村明浩-Bass Guitar
- 﨑山龍男-Drums, Percussion

## 収録アルバム
水色の街
- 三日月ロック
- CYCLE HIT 1997-2005 Spitz Complete Single Collection

孫悟空
- 色色衣